# Kenny Wheeler
Kenny Wheeler (14. ledna 1930 Toronto – 18. září 2014 Londýn) byl kanadský jazzový trumpetista a hudební skladatel. Ve svých dvanácti letech začal hrát na kornet. V roce 1952 se přestěhoval do Spojeného království, kde hrál například s Ronnie Scottem. Během šedesátých let spolupracoval s Johnem Dankworthem a v následujících letech s řadou dalších hudebníků, mezi které patří Tony Oxley, Steve Swallow, Lee Konitz, Dave Holland nebo John Abercrombie. Zemřel v roce 2014 ve věku 84 let.